# Vườn quốc gia Guadarrama

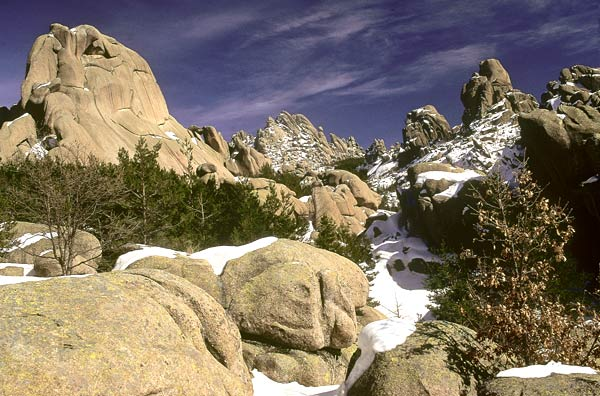
Đá Granit trong vườn quốc gia.

Vườn quốc gia Guadarrama (trong tiếng Tây Ban Nha: Parque Nacional de la Sierra de Guadarrama) là một vườn quốc gia của Tây Ban Nha. Nó có diện tích 34.000 ha khiến nó là vườn quốc gia lớn thứ năm tại Tây Ban Nha. Dãy núi Sierra de Guadarrama thuộc Sistema Central có chứa một số vùng sinh thái có giá trị quan trọng. Về mặt hành chính, vườn quốc gia nằm tại Cộng đồng Madrid và Castilla và León (thuộc hai tỉnh Segovia và Ávila). Đạo luật về vườn quốc gia được phê chuẩn và công báo trên Boletín Oficial del Estado vào ngày 26 tháng 6 năm 2013, khiến nó là vườn quốc gia mới nhất được thành lập.

## Sinh thái học
Dự án nhằm bảo vệ 11 hệ sinh thái khác nhau hiện diện trong dãy núi Guadarrama bao gồm cả những ví dụ duy nhất trên bán đảo Iberia về "núi cao Địa Trung Hải". Trong một công bố gần đây, tổng cộng vườn quốc gia có 1.280 loài khác nhau đã được tìm thấy, trong đó 13 loài có nguy cơ tuyệt chủng, cùng với đó là 1.500 loài thực vật bản địa, 30 loại thảm thực vật khác nhau. Động vật vùng núi ở đây chiếm 45% tổng số loài của Tây Ban Nha và 18% của toàn châu Âu. Thực vật chủ yếu tại vườn quốc gia bao gồm thông Scots, sồi, bách xù, các loài cây họ Đậu cùng nhiều loài khác. Động vật có sự đa dạng của các loài có vú bao gồm hươu đỏ, hoẵng châu Âu, hươu hoang, lợn rừng, dê núi, lửng, chồn, mèo rừng, cáo, thỏ rừng, các loài chim mặt nước và chim ăn thịt lớn như đại bàng hoàng đế Tây Ban Nha, kền kền xám tro. Gần đây, một đàn sói đã được phát hiện tại vườn quốc gia sau 70 năm vắng bóng trong khu vực.

## Lịch sử
Cộng đồng leo núi Peñalara trong năm 1920 đã cho rằng dãy núi Guadarrama cần phải được bảo vệ như một vườn quốc gia. Dự án này sau đó đã được đưa ra và lưu giữ cho đến đầu thế kỷ 21, khi cộng đồng Madrid tái khởi động dự án. Trong sự vắng mặt của một vườn quốc gia được chỉ định, một số khu vực của dãy núi đã được bảo vệ:
- Năm 1984, El Escorial đã được bảo vệ như một Di sản thế giới của UNESCO (với tên gọi Tu viện San Lorenzo de El Escorial và khu vực tự nhiên xung quanh).
- Công viên tự nhiên Peñalara được thành lập năm 1990 bao gồm các vùng đất ngập nước tương đối quan trọng với các loài lưỡng cư. Năm 2016, nó đã được tuyên bố như là một Khu Ramsar có tầm quan trọng quốc tế. Công viên này cũng là một khu vực bảo vệ đặc biệt cho các loài chim.
- Một công viên khu vực khác được thành lập năm 1980 là Cuenca Alta del Manzanares nằm trên lưu vực sông Manzanares đã được chỉ định như một Khu dự trữ sinh quyển thế giới vào năm 1992.

Theo đề xuất vào đầu thế kỷ 21 sẽ thành lập vườn quốc gia không chỉ là lớn thứ tư tại Tây Ban Nha. Đến năm 2006, có vẻ như việc chỉ định thành lập một vườn quốc gia mới sắp diễn ra. Theo đó, một kế hoạch cho việc thiết lập một phần vườn quốc gia thuộc phạm vi ranh giới Cộng đồng Madrid đã được phê duyệt vào tháng 11 năm 2006.

### Thiết lập tại Castile và Leon
Cộng đồng tự trị Castile và León đã đồng ý về nguyên tắc cho sự thiết lập một phần đất của mình thành vườn quốc gia nhưng sự chậm trễ trong việc tiến hành kế hoạch tương ứng dự kiến vào năm 2008 khiến nó đã bị đặt sang một bên. Nó đã được báo cáo với báo chí rằng, điều này khiến Castile và León buộc phải di rời dân ở những khu vực liên quan, đây là điều miễn cưỡng và hạn chế sự phát triển của cộng đồng, bởi khu vực này là địa điểm hấp dẫn của các nhà phát triển đầu tư khi nó vô cùng gần với thủ đô của Tây Ban Nha. Tuy vậy, việc di rời dân không phải là lời giải thích cho việc thiếu thiện chí thành lập vườn quốc gia.